# 필리프 카살리차
필리프 카살리차(세르비아어: Филип Касалица, 영어: Filip Kasalica, 1988년 12월 17일 ~ )는 몬테네그로의 축구 선수이다. K리그 등록명은 카사였다. 현재 FK 라드니치키 니시에서 활약하고 있다.

## 축구인 경력

### 클럽 경력
2004년 OFK 베오그라드에 입단하여 하부 리그 등에서 임대 생활을 하다 2008년 하이두크 쿨라에 입단하며 1부 리그로 복귀하였다. 2011년 슬로보다 우지체로 이적하여 반 시즌 간 14경기에서 7골 2도움을 기록하는 좋은 활약을 펼치자 파르티잔, 츠르베나 즈베즈다 등 강팀들의 관심을 받기 시작하였다.
2011년 12월 츠르베나 즈베즈다로 22만 유로의 이적료로 이적하였다. 2012년 3월 14일 열린 스메데레보와의 경기에서 교체 투입 1분 13초 만에 데뷔골을 기록하여 구단 역사상 가장 빠른 데뷔골을 넣은 선수가 되었다.
2014년 7월 울산 현대로 이적하여 12일 포항과의 홈 경기에서 선발 출전하여 K리그 클래식에 데뷔하였다. 7월 16일에 열린 전북과의 FA컵 경기에서 페널티킥으로 첫 골을 기록하였다.
그러나, 2015 시즌 들어 주전 경쟁 밀리는 등 부진에 빠졌고, 결국 울산과 계약을 해지하여 팀을 떠났다.

### 국가대표 경력
청소년 대표팀을 거쳐 2012년 8월 몬테네그로 성인 대표팀에 선발되었다. A매치 데뷔전인 라트비아와의 경기에서 데뷔골을 기록하였다.